# Paracentrophyes flagellatus
Paracentrophyes flagellatus är en djurart som tillhör fylumet pansarmaskar, och som först beskrevs av Carl Zelinka 1928.  Paracentrophyes flagellatus ingår i släktet Paracentrophyes och familjen Neocentrophyidae. Inga underarter finns listade i Catalogue of Life.